# Кировское городское поселение (Приморский край)
Кировское городско́е поселе́ние — городское поселение в Кировском районе Приморского края.
Административный центр — пгт Кировский.

## История
Статус и границы городского поселения установлены Законом Приморского края от 29 декабря 2004 года № 215-КЗ «О Кировском муниципальном районе»

## Границы поселения
Общая протяженность границы Кировского городского поселения составляет примерно 257,5 км – часть государственной границы между Российской Федерацией и Китайской Народной Республикой. Граница состоит из семи основных участков. Описание границы начинается на северо-западе от стыка границ Кировское городское поселение – Лесозаводский городской округ. Протяженность с Лесозаводским городским округом составляет 34,0 км. Далее на севере Кировское городское поселение граничит с Горноключевским городским поселением, протяженность границы – 22,0 км. Далее на севере – второй участок границы с Лесозаводским городским округом протяженностью 16,0 км. На востоке граница Кировского городского поселения совпадает с границей земель государственного лесного фонда, протяженность – 39,0 км. На юге граничит с Крыловским сельским поселением, протяженность границы – 14,0 км и Руновским сельским поселением, протяженность – 48,0 км. На юго-западе – со Спасским муниципальным районом, протяженность границы – 25,0 км. На западе проходит государственная граница между Российской Федерацией и Китайской Народной Республикой – 59,5 км.

## Население
| 2005    | 2010    | 2011    | 2012    | 2013    | 2014    | 2015    |
| ------- | ------- | ------- | ------- | ------- | ------- | ------- |
| 14 735  | ↘13 554 | ↘13 516 | ↘13 231 | ↘13 066 | ↘12 781 | ↘12 620 |
| 2016    | 2017    | 2018    | 2019    | 2020    | 2021    | 2023    |
| ↘12 468 | ↘12 361 | ↘12 151 | ↘11 973 | ↘11 755 | ↘11 546 | ↘11 200 |

## Состав городского поселения
В состав городского поселения входят 12 населённых пунктов:
| №  | Населённый пункт | Тип населённого пункта      | Население |
| -- | ---------------- | --------------------------- | --------- |
| 1  | Авдеевка         | село                        | ↘555      |
| 2  | Архангеловка     | село                        | ↘57       |
| 3  | Еленовка         | село                        | ↘5        |
| 4  | Кировский        | пгт, административный центр | ↘7790     |
| 5  | Луговое          | село                        | ↘187      |
| 6  | Ольховка         | село                        | ↘229      |
| 7  | Павло-Фёдоровка  | село                        | ↘1205     |
| 8  | Подгорное        | село                        | ↗44       |
| 9  | Преображенка     | село                        | ↘418      |
| 10 | Родниковый       | село                        | ↘353      |
| 11 | Увальное         | село                        | ↘850      |
| 12 | Шмаковка         | село                        | ↘594      |

## Местное самоуправление
Администрация
Адрес: 692091, пгт Кировский, ул. Площадь Свободы, 46 Телефон: 8 (42354) 21-5-83
Глава администрации
- Главой Кировского городского поселения с 18 сентября 2020 года является Коляда Сергей Викторович